# Вадджи
Вадджи, или Вридджи (IAST: Vṛji), — одна из основных махаджанапад в Древней Индии. Упоминается в списках 16 махаджанапад в буддийском тексте «Ангуттара-никая» и в джайнском трактате «Бхагавати-сутра». Существовала около VII—V веков до н. э.
Своё название махаджанапада получила от имени одного из управлявших ей кланов, Вридджи, который упоминают Панини, Каутилья и Сюаньцзан. Вадджи занимала территорию от Ганги на юге до непальского региона Терай на севере. Западной границей махаджанапады возможно служила река Гандаки. На востоке её территория возможно простиралась до рек Коши и Махананда. Столицей Вадджи был город Вайшали. Другими важными населёнными пунктами были Кундапура или Кундаграма (пригород Вайшали), Бхоганагара и Хаттигама. Считается олигархической республикой.